# プログ山

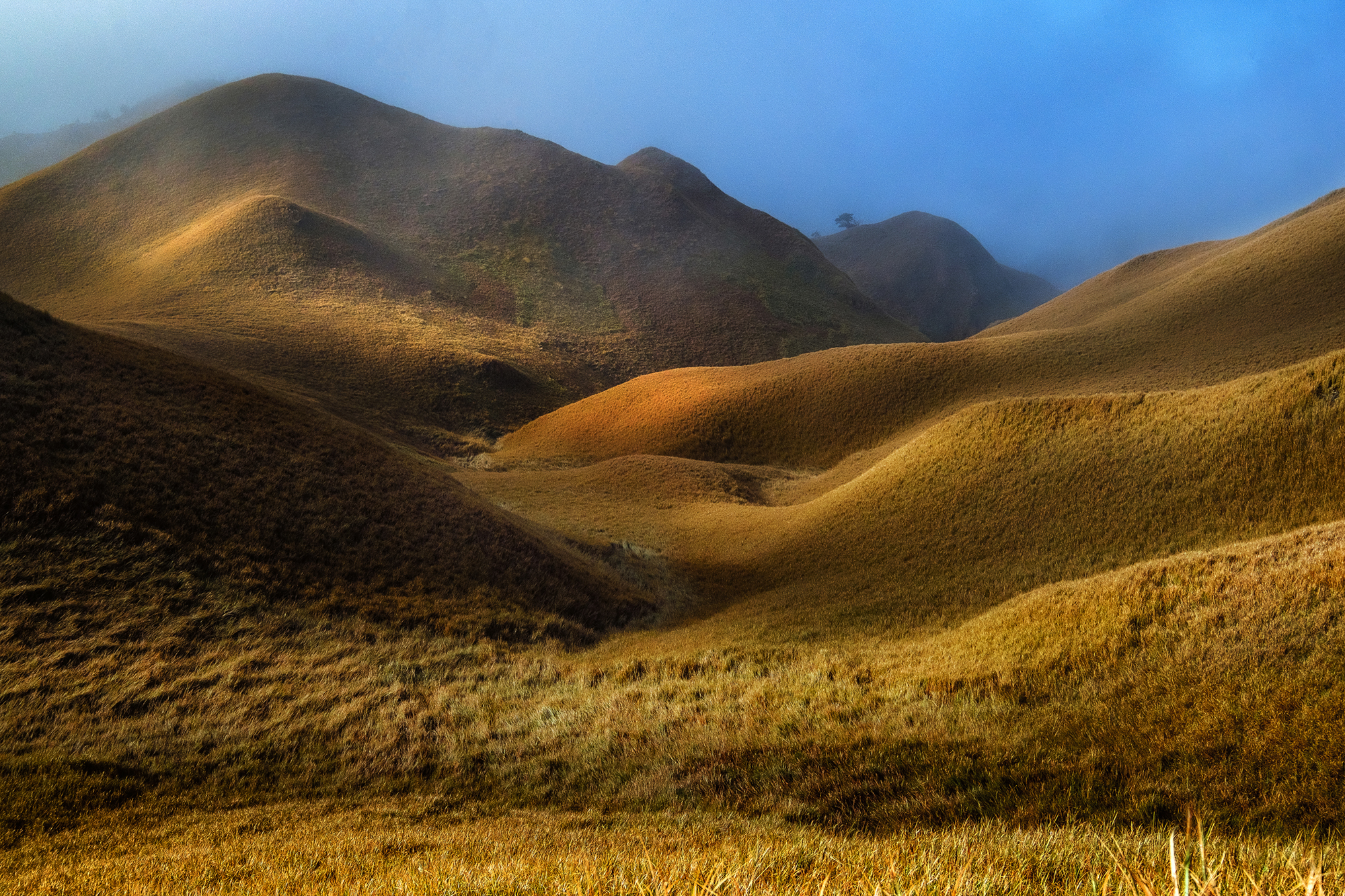
プログ山

プログ山（プログさん、英語: Mount Pulog, Mount Pulag）は、フィリピンのルソン島北部に位置する中央山岳地帯の最高峰の山である。標高2,922m。山頂はベンゲット州、イフガオ州、ヌエヴァ・ヴィスカヤ州の3つの州の境界に接する。
この地域にはイフガオ族などが住んでいて、世界遺産に登録されているコルディリェーラの棚田群が広がっているが、近年では保護区域の近辺にまで開墾が行なわれており、問題となっている。